# Johan Aureller den yngre

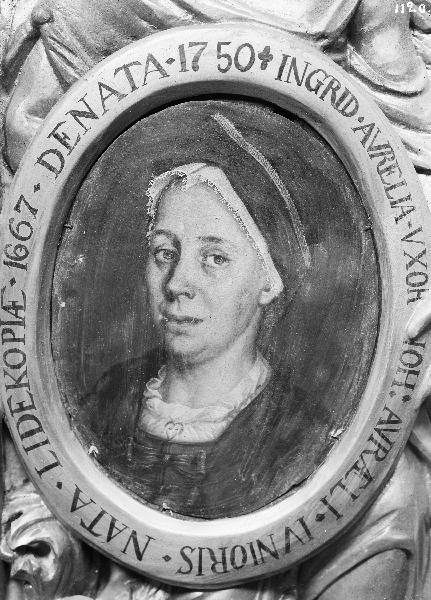
Aurellers hustru Ingrid, född Wennerström.

Johan Aureller den yngre, född 1657 i Gävle, död 1733 i Medelplana socken, var en svensk målare.

## Familj
Johan Aureller den yngre var son till Johan Aureller den äldre och Catharina Eriksdotter Grijs samt gift med Ingrid Wennerström (1667–1750).

## Biografi
Sin första utbildning fick Johan Aureller d.y. genom fadern, som lät honom arbeta på Läckö slott under sitt överinseende. Den yngre Johans levnadsöden är till största delen okända, men han ägnade sig både åt porträttering och åt kyrkliga målningar.
Det epitafium i Medelplana kyrka som sannolikt Börje Löfman i Mariestad skulpterat och som Johan Aureller d.y. målat visades på världsutställningen i Paris 1867.
Aureller var själv stilbildande och fick efterföljare i Olof Collander och Johan Liedholm.
Aureller är representerad vid Nationalmuseum och Skansen i Stockholm.

## Verk
Urval:
- Mariestads domkyrka, Västergötland: Epitafium över S. Ingemarsson 1702 - troligen utfört av Johan d.y. Aureller.[1]
- Varnhems klosterkyrka, Västergötland: Målning av altartavla med motiv "Kristus på korset" och "Nedtagningen från korset", 1706[1]
- Medelplana kyrka, Västergötland: Målning av två läktarbarriärer.[1]
- Mariestads domkyrka, Västergötland: Målning av altartavlor med motiv "Nattvardens instiftelse", "Kristi uppståndelse* och "Kristi himmelsfärd" 1716.[4]
- Nyeds kyrka, Värmland: Målning av altartavla "Nattvardens instiftande" 1718.[5]
- Söne kyrka, Västergötland: Dekorativ & figural målning med, förutom ornament, bl.a. "kvinnan", "draken" och "Mikael" 1720. Förlorade.[1]
- Mariestads domkyrka, Västergötland: Målning av en "Kristusfigur" 1732.[4]
- Medelplana kyrka, Västergötland: Epitafium över föräldrar och släkt med inlagda porträtt, uppsatt 1732.[1]
- Fredsbergs kyrka, Västergötland: Målning av porträtt på ett epitafium över prosten J. Bjerckenius[6] och hans hustru.
- Kinneveds kyrka, Falbygden, Västergötland: målning 1725 av två ovala porträtt på ett epitafium kyrkoherde Wallberg och hans hustru. (Vid renovering 1941 fick den felaktiga inskriften "tillhörande H. Carl Hodelio" )[7]